# Nguyễn Huệ
Nguyễn Huệ (Han Tu: 阮惠), född 1752 i Binh Dinh, död 1792 i Phu Xuan, var en vietnamesisk general och en kejsare av Tay Son-dynastin. Han var en begåvad general och den som förenade Vietnam efter mer än 300 år uppdelning mellan ätterna Nguyen och Trinh.